# ボブとアンジー
ボブとアンジーは、株式会社オージス総研が運営する大手料理レシピサイトである。大阪ガスクッキングスクール等が作ったレシピを公開している。1995年に大阪ガスが作成し、後に大阪ガスグループの大阪ガス行動観察研究所株式会社（旧社名　株式会社エルネット）に運営移管された。2015年7月に大阪ガス行動観察研究所株式会社が 株式会社オージス総研に吸収合併されたため、現在はオージス総研の運営となっている。

## 概要
本格的なレシピサイトの草分け的存在として評価され、第1回日経インターネットアワード、Yahoo!Japanベストサイト100、第6回Webクリエーションアワードなどに選ばれている。
スマートフォンサイトで会員登録をすると、「MYページ」機能や「会員向けコンテンツ」を利用できる。

## 検索機能
材料やレシピ名、カロリーや難易度だけではなく、塩分量が少なめのレシピやビタミンの多いレシピ、糖質少なめのレシピなど、栄養素ごとに指定し、該当するレシピを検索することができる。

## 関連書籍
レシピ本「ボブとアンジーbooks」を刊行している。
- インタープログ編『毎日の献立お助けレシピ野菜（ボブとアンジーbooks）』ディーアート
- インタープログ編『ヘルシー&ビューティ人気の95レシピ（ボブとアンジーbooks）』ディーアート
- インタープログ編『デザート&スイーツ 人気の95レシピ（ボブとアンジーbooks）』ディーアート